# Valtatie 24

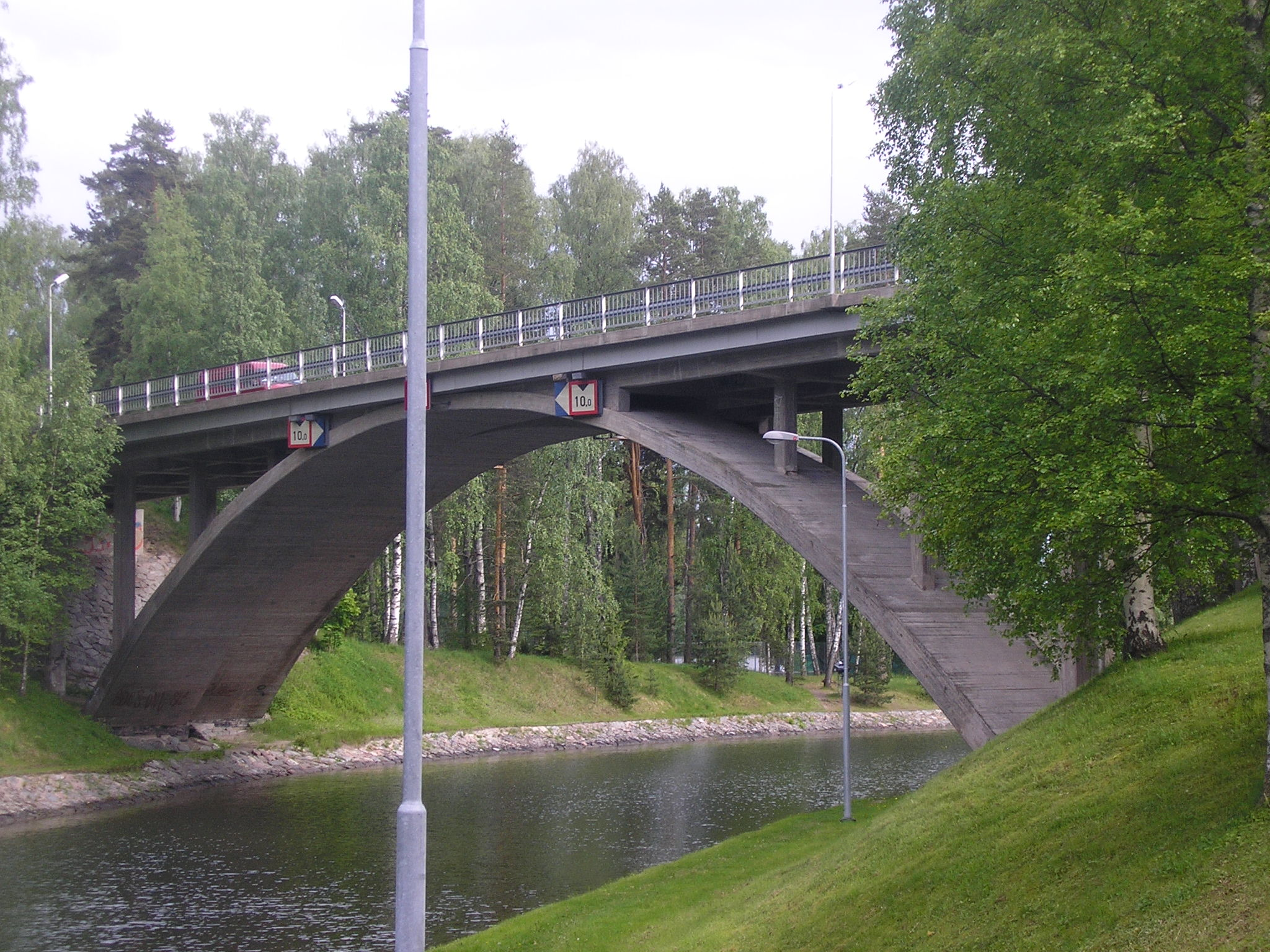
La Valtatie 24, sul canale Vääksy, nei pressi di Asikkala

La Valtatie 24 (in svedese Riksväg 24) è una strada statale finlandese. Ha inizio a Lahti e si dirige verso nord dove si conclude dopo 114 km nei pressi di Jämsä.

## Percorso
La Valtatie 24 tocca i comuni di Hollola, Asikkala, Padasjoki e Kuhmoinen.